# Адріан Міхай Чорояну
Адріан Міхай Чорояну (рум. Adrian Cioroianu; *5 січня 1967, Крайова) — румунський історик, журналіст, публіцист і політик, міністр закордонних справ в кабінеті Келіна Попеску-Терічану (з 5 квітня 2007 — 15 квітня 2008).

## Біографія
Професор історичного факультету в Університеті Бухареста, є автором кількох книг з історії Румунії. Відомий як співавтор шкільних підручників.
Член Національно-ліберальної партії, обраний до Сенату Румунії в 2004. 5 квітня 2007 Чіорояну став міністром закордонних справ в уряді Келіна Попеску-Терічану. З 2012 займає посаду декана історичного факультету в Бухарестському університеті.
Чорояну народився 5 січня 1967 в місті Крайова. Навчався на історичному факультеті Бухарестського університету (1988-1993), отримав ступінь магістра з історії («Diplôme d'Etudes і ін де Recherches approfondies») в Університеті Лаваль у Квебеку, Канада (1996-1997), також був вченим Colegiului Noua Europă (2001-2002).
Чіорояну в даний час має вчене звання ад'юнкта. Крім того, він був редактором журналу «Дилема Віче» (1998-2007) і редактором газети «Sport».
Статті і дослідження Чіорояну публікувалисяв таких газетах і журналах:
- «Lettre International»;
- «День»;
- «GEO» (Румунське видання);
- «Сфера політики»;
- «Cotidianul»;
- «Новини 22»;
- «Дилема Віче»;
- «Radio Румунія»;
- «Формула AS»;
- «EVENIMENTUL ZILEI»;
- «Студентська думка»;
- " Foreign Policy.

Під час уряду на чолі з Адріаном Нестасе (2000-2004), Чіорояну залишався критиком політики соціал-демократичної партії в галузі освіти.
1 липня відвідав Брно в рамах проекту  Місяць авторських читань де письменник мав змогу зустрітися зі своїми читачами. Наступними містами, які відвідав автор в рамах того ж самого фестивалю стали: Кошиці, Острава, Вроцлав а також Львів.

## Політична діяльність

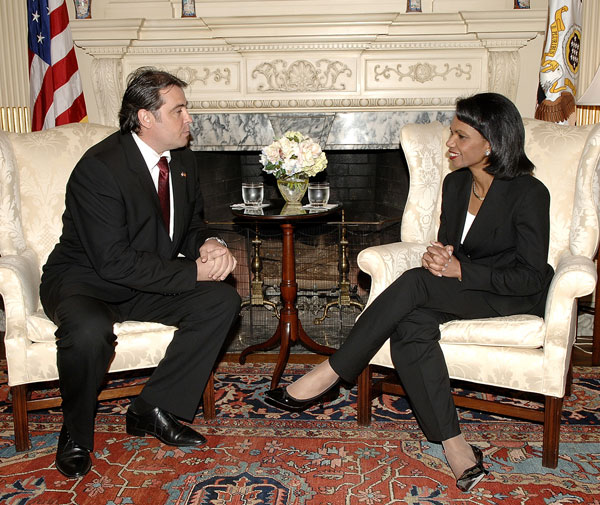
Адріан Чіорояну на зустрічі Кондолізи Райс в Вашингтоні, округ Колумбія, 13 червня 2007

Чіорояну прийшов у політику в 2002, ставши членом Ліберальної партії і прийнявши на себе роль радника президента партії Теодора Столожана. Будучи сенатором, він був членом Комітету з питань культури, мистецтва та засобів масової інформації Сенату Румунії. Він також є членом парламентської комісії з розслідування і проведення парламентського контролю над діяльністю румунського телебачення і радіо суспільства Румунії.
Разом з ліберальними депутатами Чіорояну ініціював проект закону, який забороняє колишнім лідерам Румунської комуністичної партії і UTC займати державні посади протягом не менш як 10 років.
У вересні 2005 призначений як спостерігач в Європейському парламенті в Брюсселі. Після того, як Румунія вступила до Європейського Союзу 1 січня 2007, він став членом Альянсу лібералів і демократів за Європу (АЛДЄ) і заступником голови АЛДЄ в Європейському парламенті. Був також членом Комітету з закордонних справ Європарламенту.
На надзвичайному з'їзді Ліберальної партії 12-13 січня 2007 Чіорояну був обраний віце-президентом, відповідальним за європейські справи.